# Naftohaz Ukrainy
Naftohaz Ukrainy (ukr. Нафтогаз України, wł. NAK „Naftohaz Ukrajiny”) – ukraińskie przedsiębiorstwo sektora paliwowo-energetycznego. 
Zajmuje się:
- poszukiwaniem i rozpoznawaniem złóż węglowodorów
- organizacją wierceń
- transportem, przetwórstwem i magazynowaniem węglowodorów (ropy naftowej i gazu ziemnego)
- dostarczaniem gazu końcowym użytkownikom.

## Struktura
- Kompanie – „córki” (Дочірні компанії, ДК)
  - Ukrhazwydobuwannia (Укргазвидобування)
  - Ukrtranshaz (Укртрансгаз)
  - Haz Ukrajiny (Газ України)
- Przedsiębiorstwa – „córki” (Дочірні підприємства, ДП)
  - Ukrnaftohazkompłekt (Укрнафтогазкомплект)
  - WZP Naftohaz (ВЗП Нафтогаз)
  - Naukanaftohaz (Науканафтогаз)
  - Haz-Tepło (Газ-тепло)
  - LIKWO (ЛІКВО)
- Państwowe towarzystwa akcyjne (Державні акціонерні товариства, ДАТ)
  - Czornomornaftohaz (Чорноморнафтогаз)
  - Ukrspectranshaz (Укрспецтрансгаз)
- Otwarte towarzystwa akcyjne (Відкриті акціонерні товариства, ВАТ)
  - WAT Ukrnafta (Укрнафта)
  - Ukrtransnafta (Укртранснафта)

## Sponsoring
- Kompańjon-Naftohaz Kijów – klub hokejowy